# Sergy (Aisne)
 Sergy  es una población y comuna francesa, en la región de Picardía, departamento de Aisne, en el distrito de Château-Thierry y cantón de Fère-en-Tardenois.

## Demografía
| 159 | 142 | 141 | 125 | 134 | 143 |
| Para los censos de 1962 a 1999 la población legal corresponde a la población sin duplicidades (Fuente: INSEE [Consultar]) |     |     |     |     |     |